# Gabriel Faraill
Gabriel Faraill (Sant Marçal (Rosselló), 5 de desembre del 1839 - París, 10 de març del 1892) fou un escultor francès.
Va formar-se a l'Escola de Belles Art de Perpinyà (1864) amb Antoine Guiraud, conservador del Museu de Belles Arts, i posteriorment, va continuar els seus estudis a París amb Alexandre Oliva i Jean Baptiste Eugène Farochon. El bust que va fer del seu professor actualment es troba al museu del Louvre. Entre 1887 i 1889 va fer la decoració de l'estació central de Lisboa, construïda per Edmond Bartissol. El 1890 va rebre les palmes acadèmiques.

## Obres
- Monument a Jacint Rigau a Perpinyà (al museu de la ciutat s'hi conserven altres obres)